# Большой Юг (приток Шексны)
Большой Юг — река в Вологодской области России.
Берёт начало у границы Череповецкого и Пошехонского районов Вологодской области, на высоте около 170 метров над уровнем моря. Впадает по левому берегу в Шекснинский русловый участок Рыбинского водохранилища (бассейн Волги). Высота устья — 102 м над уровнем моря. Длина реки составляет 79 км. Площадь водосборного бассейна — 665 км².
Имеет левый приток — реку Мусорка.
На средневековом поселении Минино 5 на реке Большой Юг найдено большое количество глиняных и шиферных пряслиц.

## Данные водного реестра

Бассейн Рыбинского водохранилища и Белого озера

По данным государственного водного реестра России относится к Верхневолжскому бассейновому округу, водохозяйственный участок реки — Рыбинское водохранилище до Рыбинского гидроузла и впадающие в него реки, без рек Молога, Суда и Шексна от истока до Шекснинского гидроузла, речной подбассейн реки — Реки бассейна Рыбинского водохранилища. Речной бассейн реки — (Верхняя) Волга до Куйбышевского водохранилища (без бассейна Оки).
Код водного объекта в государственном водном реестре — 08010200412110000009564.